# Sainte-Eulalie (Ardèche)
Sainte-Eulalie é uma comuna francesa na região administrativa de Auvérnia-Ródano-Alpes, no departamento de Ardèche. Estende-se por uma área de 22,11 km². Em 2010 a comuna tinha 218 habitantes (densidade: 9,9 hab./km²).